# 文津东路站
文津东路站为中华人民共和国安徽省芜湖市弋江区文津东路与九华南路交口北侧的一座单轨车站，属于芜湖轨道交通1号线。2021年11月3日投入运营。

## 车站结构
文津东路站为地上三层车站，一层为出入口，二层为车站大堂，三层为车站站台，设有两个侧式站台，并设有半高屏蔽门。

### 车站楼层
| 地上三层 | 侧式站台，右側開门 | 侧式站台，右側開门           |
| 地上三层 | 轨道（西）         | █ 1号线往白马山（珩琅山路）  |
| 地上三层 | 轨道（东）         | █ 1号线往保顺路（博览中心）  |
| 地上三层 | 侧式站台，右側開门 |                              |
| 地上二层 | 站厅               | 客服中心、自动售票机、验票机 |
| 地面     | 出入口             | 1-3出入口                    |

## 车站出口
文津东路站共设3个出口，出口及周围设施如下所示：
|                           |      |              |                                          |
| 出口编号                  | 照片 | 地点         | 可到达目的地                             |
| 出口 · 1L · 升降机标志    |      | 九华南路东侧 | 澛港街道柏庄社区卫生服务站、柏庄春暖花开 |
| 出口 · 2L                 |      | 九华南路西侧 | 安徽师范大学（花津校区）                 |
| 出口 · 3L · 扶手电梯标志  |      | 九华南路东侧 | 春天里                                   |
| 註： 設有 \| 設有扶手電梯 |      |              |                                          |

## 接驳交通

### 公交车
- 柏庄春暖花开：16、18、45、114、502、602、K505、K505晚班、K505路弋矶山线
- 文津东路：20、29、36、602路
- 马饮：16、18、20、29、36、45、114路